# Nasjonalbiblioteket

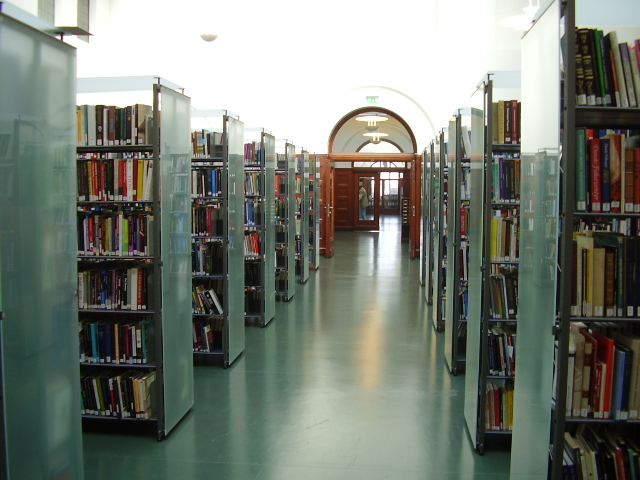
Nasjonalbiblioteket i Oslo invändigt.

Nasjonalbiblioteket är Norges nationalbibliotek och ligger i Oslo och i Mo i Rana. Biblioteket grundades 1811 som universitetsbibliotek vid Universitetet i Oslo, landets första universitet som grundades samma år.
Huvudbyggnaden på Drammensveien uppfördes 1914. Lokalerna tjänade före 1998 som både universitetsbibliotek och nationalbibliotek. Därefter har den vackra jugendbyggnaden fungerat uteslutande som nationalbibliotek, sedan Universitetsbiblioteket i Oslo friställdes som en självständig institution i 1989. Samma år grundades bibliotekets avdelning i Mo i Rana.
Chef för Nasjonalbiblioteket är sedan 2014 Aslak Sira Myhre.

## Bildgalleri

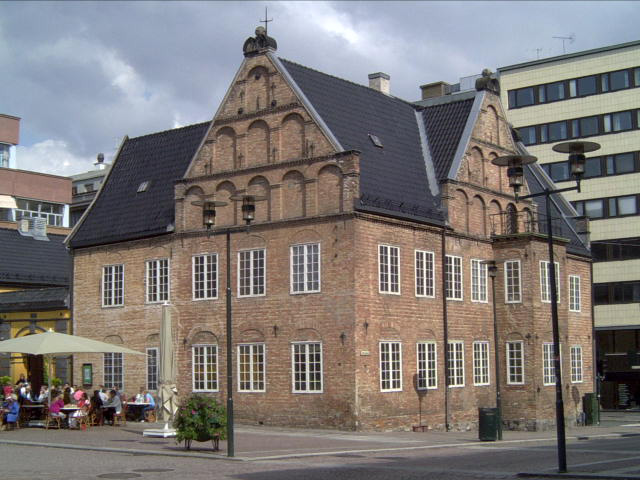
Rådmannsgården i Oslo centrum, Universitetsbibliotekets första lokaler
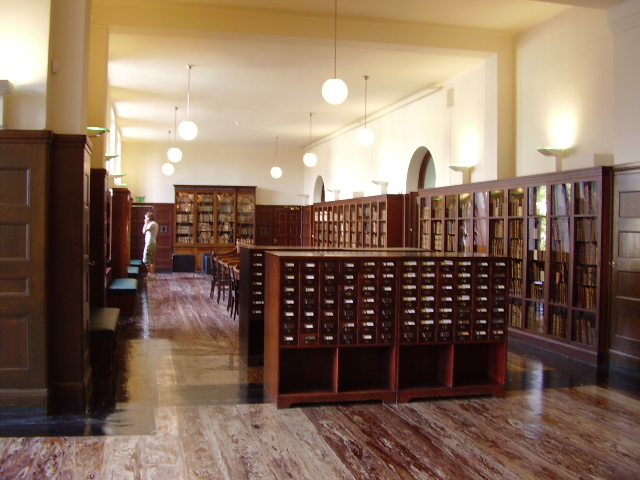
Gammal bibliotekssal i Nasjonalbibliotekets första våning
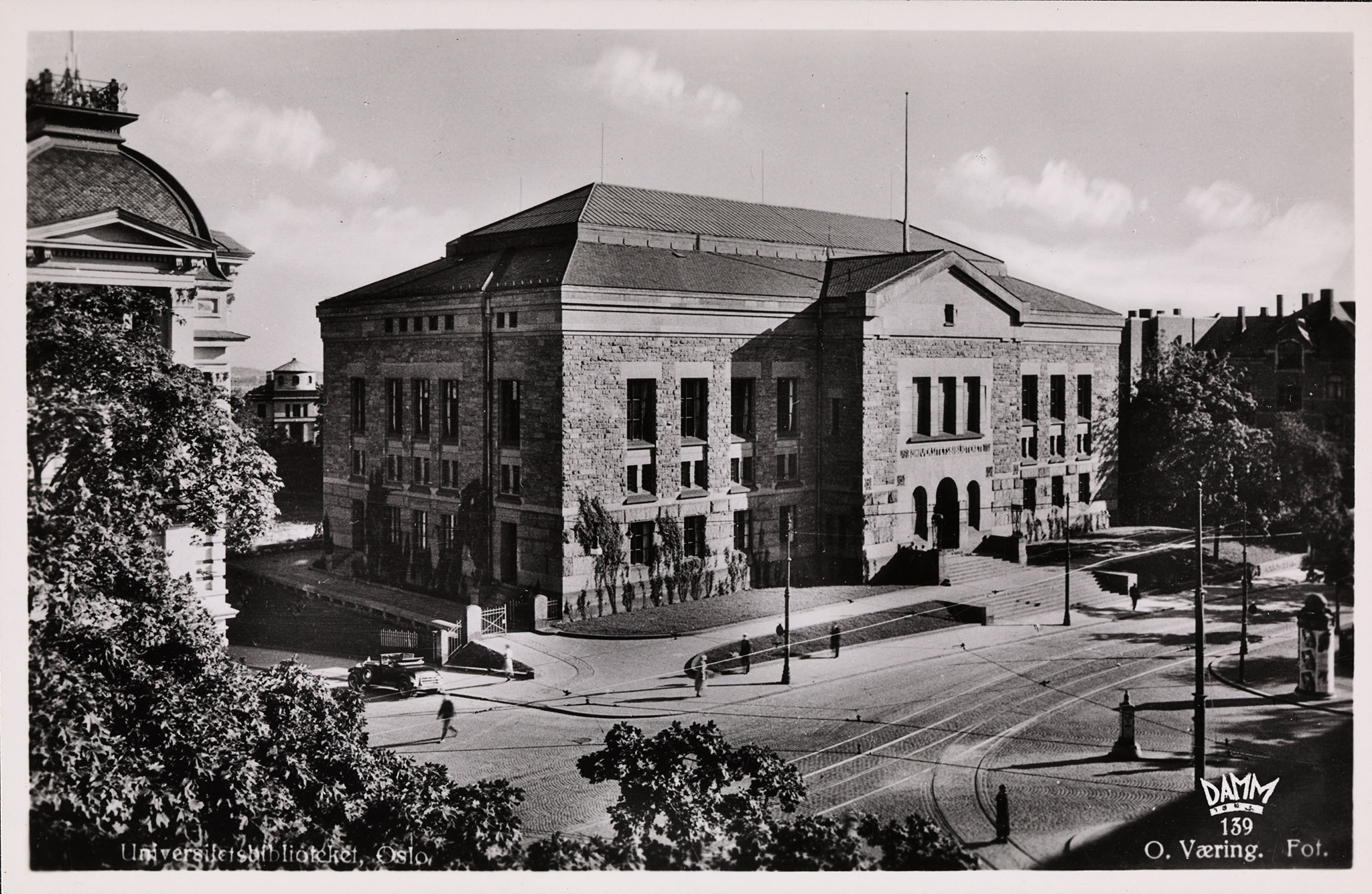
"Universitetsbiblioteket, Oslo", vykort från 1930-talet. Byggnaden, som sedan 2005 har inrymt Nasjonalbiblioteket, inrymde tidigare Universitetsbiblioteket
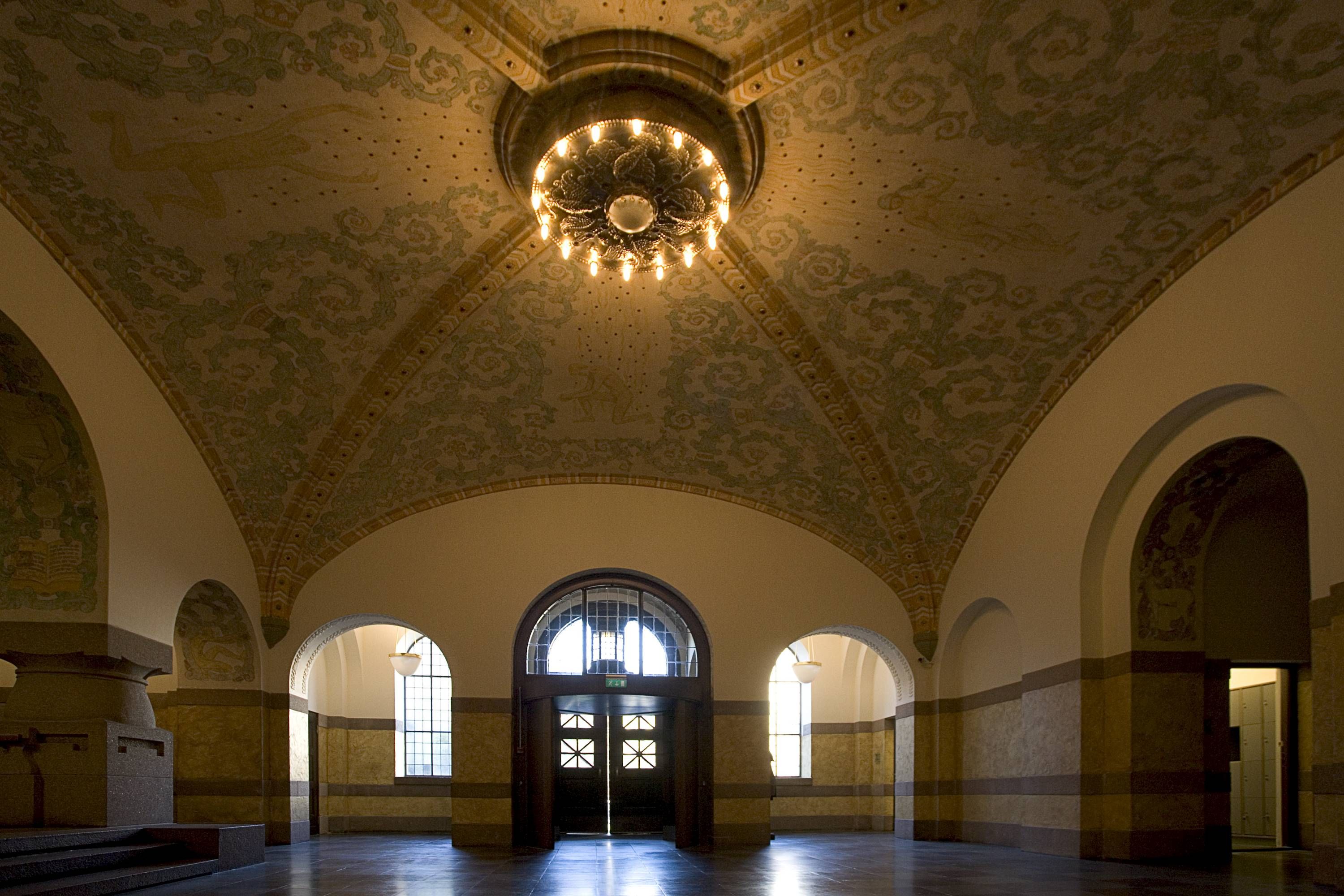
Entrépartiet, som dekorerades av Emanuel Vigeland